# Музей іграшок та ляльок Честера
Музей іграшок та ляльок Честераангл. (Chester Toy and Doll Museum) в місті Честері, Чешир, Англія.
Колекція музею включає в себе ляльки, зроблені між 1860–1950 роками і є ще велика колекція сірникових моделей автомобілів.